# Sedimentisphaerales
Die Sedimentisphaerales sind eine Ordnung von Bakterien. Sie wurden aus sauerstofffreien, extrem salzigen (hypersalinen) Lebensräumen isoliert, sie sind also auf extreme Bedingungen angepasst, es handelt sich um extremophile Bakterien. Ihr Stoffwechwechselweg ist die Gärung. Viele Arten sind „salzliebend“ (halophil), sie tolerieren hohe Salzgehalte. Die Ordnung wird zu den Planctomyceten gestellt.

## Merkmale
Alle kultivierten Vertreter der Ordnung Sedimentisphaerales sind anaerob, d. h. sie gedeihen in Umgebungen ohne Sauerstoff. Die Zellen sind gramnegativ. Es handelt sich um nicht pigmentierte und nicht sporenbildende Kokken, die sich durch binäre Spaltung teilen. Im Gegensatz zu einigen anderen Planctomyceten bilden sie keine intrazellulären Membranen.

## Stoffwechsel und Wachstum
Diese Bakterien sind chemoheterotroph, d. h. sie beziehen ihre Energie und ihren Kohlenstoff aus organischen Verbindungen, insbesondere durch die Fermentation einfacher Kohlenhydrate.
Die kultivierten Vertreter benötigen Vitamine für ihr Wachstum und zeigen negative Ergebnisse bei Tests auf Katalase und Oxidase. Eine Nitratatmung als Mittel zum Wachstum oder zur Energiegewinnung findet nicht statt.
Arten der Anaerohalosphaeraceae und Sedimentisphaeraceae sind halophil, tolerieren also hohe Salzwerte. So zeigt Sedimentisphaera cyanobacteriorum bestes Wachstum bei 12 % NaCl und Sedimentisphaera salicampi bei 10 %. Die Gattung Anaerobaca toleriert dem hingegen nur bis zu 4,0 %, ist also nicht halophil.
Die Mitglieder der Sedimentisphaeraceae zeichnen sich durch verzweigtkettige Fettsäuren aus, während die nah verwandte Gruppe der Anaerohalosphaeraceae überwiegend ungesättigte geradkettige Fettsäuren enthalten, was eine chemotaxonomische Unterscheidung ermöglicht.

## Systematik
Die Ordnung Sedimentisphaerales zählt zu den Planctomyceten. Sie wurde von Stefan Spring und Mitarbeitern  mit der Typusart Sedimentisphaera salicampi 2018 eingeführt. Sie wird zu der Klasse Phycisphaerae gestellt. Nah verwandt ist die Ordnung mit den Tepidisphaerales und den Phycisphaerales. Es werden drei Familien zu der Ordnung gestellt:
- „Anaerobacaceae“ Khomyakova et al. 2024
- Anaerohalosphaeraceae Pradel et al. 2020
- Sedimentisphaeraceae Spring et al. 2018

Die Familie „Anaerobacaceae“ wurde 2024 vorgeschlagen, sie ist noch nicht vollständig anerkannt (Stand 25. August 2024)
Der Name Sedimentisphaerales ist abgeleitet von dem lateinischen Wort „sedimentum“ (eine Ablagerung, ein Sediment) und dem griechischen Wort „sphaîra“ (ein Globus, eine Kugel). Sedimentisphaera bedeutet also so viel wie „ein kugelförmiges Bakterium aus dem Sediment“. Es bezieht sich auf Fundort und Form der zuerst beschriebenen Arten.

## Ökologie
Die Gattung der Anaerohalosphaeraceae und Sedimentisphaeraceae sind halophil und wurden aus dem sauerstofffreien (anoxischen) Sediment eines Verdunstungsteichs einer Solarsaline in Portugal (Sedimentisphaera salicampi), der anoxischen Zone einer hypersalinen Mikrobenmatte (S. cyanobacteriorum) und aus hypersalinen anoxischen Sedimenten (Limihaloglobus sulfuriphilus und Anaerohalosphaera lusitana) isoliert.
Arten der Familien Anaerohalosphaeraceae und Sedimentisphaeraceae weisen, durch eine hohen Anzahl von Transposase-Genen eine hohe genomische Flexibilität auf, was das Überleben unter hypersalinen Bedingungen fördern könnte. Transposasen sind Enzyme, die für die Bewegung von sogenannten „springenden Genen“ (Transposons) innerhalb des Genoms verantwortlich sind. Das Vorhandensein von Transposons trägt zur raschen Veränderlichkeit des Genoms und somit zur Anpassung an veränderten Umweltbedingungen und Umweltstress des Bakteriums bei. Zusätzlich zu den Transposase-Genen wurde in diesen Stämmen das Vorhandensein von mutmaßlichen genomischen Inseln festgestellt. Genomische Inseln sind DNA-Segmente, die zwischen Organismen übertragen werden können und oft Gene tragen, die vorteilhafte Eigenschaften verleihen, wie z. B. solche, die mit Stressreaktionen oder metabolischen Fähigkeiten zusammenhängen. Die genomischen Inseln in Arten der Sedimentisphaerales sind reich an verschiedenen Genen, darunter Gene für Transposase, Stressreaktionen, Stoffwechsel, Antibiotikaresistenz und Virulenzfaktoren.
Die Mitglieder der Familie Anaerohalosphaeraceae kommen in einer Vielzahl von Lebensräumen vor, darunter auch in Süßwasser- und Meereshabitaten. Dies steht im Gegensatz zu den Sedimentisphaeraceae, die überwiegend in hypersalinen Umgebungen vorkommen. Die von M. A. Khomyakova  2024 beschriebene Art „Anaerobaca“ ist im Gegensatz zu den Arten der Anaerohalosphaeraceae und Sedimentisphaeraceae nicht halophil. Der beschriebene Stamm toleriert nur NaCl-Konzentrationen von 0,5 % bis 4,0 % (w/v), ein optimales Wachstum erfolgt bei 1,0 % bis 1,5 % (w/v) NaCl. Er wächst jedoch nicht bei Konzentrationen von 5,0 % (w/v) NaCl oder höher.
16S rRNA-Gensequenzen von Vertretern der Sedimentisphaerales wurden in verschiedenen anoxischen, aquatischen Lebensräume isoliert. Dies steht im Gegensatz zu anderen, phylogenetisch verwandten Ordnungen wie den Tepidisphaerales, die eher im Boden zu finden sind. Vertreter der verwandten Ordnung Phycisphaerales kommen ebenfalls in hypersalinen, marinen und Süßwasser-Lebensräumen vor, sind aber auch im Boden zu finden.